# Polycardia
Polycardia är ett släkte av benvedsväxter. Polycardia ingår i familjen Celastraceae.
Kladogram enligt Catalogue of Life:
| Polycardia | \| \| Polycardia aquifolium \| \| \| \| \| \| Polycardia lateralis \| \| \| \| \| \| Polycardia libera \| \| \| \| \| \| Polycardia phyllanthoides \| \| \| \| |
|            | \| \| Polycardia aquifolium \| \| \| \| \| \| Polycardia lateralis \| \| \| \| \| \| Polycardia libera \| \| \| \| \| \| Polycardia phyllanthoides \| \| \| \| |
|            | Polycardia aquifolium |
|            | |
|            | Polycardia lateralis |
|            | |
|            | Polycardia libera |
|            | |
|            | Polycardia phyllanthoides |
|            | |